# Сандрин Волф
Сандрин Волф (на френски: Cendrine Wolf) е френска библиотекарка и писателка на произведения в жанра фентъзи и юношеска литература. Пише заедно с писателката Ан Плишота.

## Биография и творчество
Сандрин Волф е родена на 16 март 1965 г. в Колмар, Франция. Завършва педагогика като учител по физкултура. След дипломирането си работи като педагог с ученици от социално слаби квартали в рамките на социални програми, а след това става библиотекар в градската библиотека в Страсбург. Има идея за детски роман и се запознава с колежката си Ан Плишота, с която започват да пишат заедно. Първата си книга за приключенията на 13-годишната Окса Полок публикуват самостоятелно през 2007 г., след като получават отказ от издателство „Галимар“ и други издателство. Книгата се харесва на читателите, става феномен в Елзас, и след молба на феновете издателство „XO Edition“ започва да отпечатва поредицата „Окса Полок“. Романите стават бестселъри и правят авторите много известни. Два от романите са адаптирани в комикси. Тя напуска работата си и се посвещава на писателската си кариера.
През 2013 г. романът „Le parfum perdu“ от готическата им поредица „Сюзън Хопър“ е удостоен с наградата на Париж за най-добър младежки роман.
Сандрин Волф живее в Страсбург.

## Произведения

### Серия „Окса Полок“ (Oksa Pollock) – с Ан Плишота
1. L'Inespérée (2010) – издаден и като „Die Unverhoffte“ (2007)
Невидимият свят, изд.: „Рива“, София (2012), прев. Радост Владимирова
2. La forêt des égarés (2010)
Гората на изгубените, изд.: „Рива“, София (2014), прев. Радост Владимирова
3. Le coeur des deux mondes (2011)
4. Les liens maudits (2012)
5. Le règne des félons (2012)
6. La Dernière Etoile (2013)

- Les petites histoires de Dragomira (2014) – сборник с разкази в света на „Окса Полок“

### Серия „Сюзън Хопър“ (Susan Hopper) – с Ан Плишота
1. Le parfum perdu (2013)
2. Les forces fantômes (2016)

### Серия „Тюгдуал“ (Tugdual) – с Ан Плишота
1. Les Coeurs Noirs (2014)
2. Les Serviteurs de l'Ordre (2015)
3. La terrre des origines (2015)

### Серия „В 5/5“ (Les 5/5) – с Ан Плишота
1. En équilibre (2017)